# 武生駅
武生駅（たけふえき）は、福井県越前市府中一丁目にある、ハピラインふくいハピラインふくい線の駅である。

## 概要
ハピラインふくいが管理する直営駅。
西日本旅客鉄道（JR西日本）時代には、2024年3月15日まで敦賀駅以北を走行していた特急「しらさぎ」の全列車と「サンダーバード」のほとんどや「白鳥」や急行「きたぐに」が停車していた。また、平日限定で運行していた特急「おはようエクスプレス」・「おやすみエクスプレス」も当駅に停車していた。また当駅が終点・始発とする普通列車もあり、丹南地区の主要駅の1つとなっている。

### 乗り入れ路線
かつては福井鉄道南越線の社武生駅（しゃたけふえき）が東側に隣接していたが、同駅は1981年（昭和56年）4月1日に廃止となった（詳細は後述）。
また、当駅から350メートル離れた所に福井鉄道福武線のたけふ新駅がある。

## 歴史
- 1896年（明治29年）7月15日：官設鉄道北陸線が敦賀駅 - 福井駅間で開業した際に設置（一般駅）[1][2]。
- 1909年（明治42年）10月12日：線路名称制定。北陸本線の所属となる。
- 1947年（昭和22年）10月24日：福井県内に昭和天皇の戦後巡幸。小浜駅発、武生駅着のお召し列車が運行された[3]。
- 1984年（昭和59年）2月1日：貨物の取扱を廃止（旅客駅）[4]。構内には信越化学工業武生工場への専用線があった。
- 1986年（昭和61年）11月1日：荷物の取扱を廃止[4]。
- 1987年（昭和62年）4月1日：国鉄分割民営化に伴い、西日本旅客鉄道の駅となる[4]。
- 2018年（平成30年）9月15日：ICカード「ICOCA」の利用が可能となる[5][6][新聞 1][新聞 2][新聞 3][新聞 4]。
- 2022年（令和4年）8月5日：集中豪雨のため今庄駅周辺の線路が浸水して武生駅 - 敦賀駅間が不通に。8月8日から8月10日までの間、福井県が運賃無料の災害時緊急シャトルバス[7]の運行（当駅 - 敦賀駅間を直行）を行う[新聞 5]。
- 2024年（令和6年）
  - 1月8日：駅の第三セクター移管に先立って構内のセブン-イレブンキヨスクが閉店[新聞 6]。
  - 3月16日：北陸新幹線の金沢駅 - 敦賀駅間開業に伴い、ハピラインふくいの駅となる[新聞 7][新聞 8][新聞 9]。

## 駅構造
島式ホーム2面3線を有する地上駅で、ホーム間はエレベーターが設置された跨線橋で連絡している。当地は福井県の名産品である「越前打刃物」の産地であるため、1番のりば上には刃物で制作された「龍」の模型が展示されている。
駅構内にはみどりの窓口（第三セクター移管のため、旅行会社扱いでJR券発売を行う）が有るほか、タッチパネル式自動券売機・ICカード専用の簡易改札機・化粧室が設置されている。JR時代はみどりの券売機も設置されていた。
待合室内には立ち食いそば店（今庄そば）がある。なお、駅構内にはジェイアール西日本デイリーサービスネット金沢運営のセブン-イレブンJR武生駅店（リニューアル前はステーション-ピット ちゃお）があったが、駅の第三セクター移管に先立って2024年（令和6年）1月8日に閉店した。現在はその跡地に自動販売機が4台設置されており（飲料用2台、カップ用1台、パン用1台）、基本的に常時稼働している。
バリアフリー対応の設備として跨線橋のエレベーターと改札外の化粧室に多機能トイレを併設している。

### のりば
| のりば | 路線                | 方向 | 行先           | 備考          |
| ------ | ------------------- | ---- | -------------- | ------------- |
| 1      | ■ハピラインふくい線 | 下り | 福井・金沢方面 | 一部2番のりば |
| 2・3   | ■ハピラインふくい線 | 上り | 敦賀方面       |               |

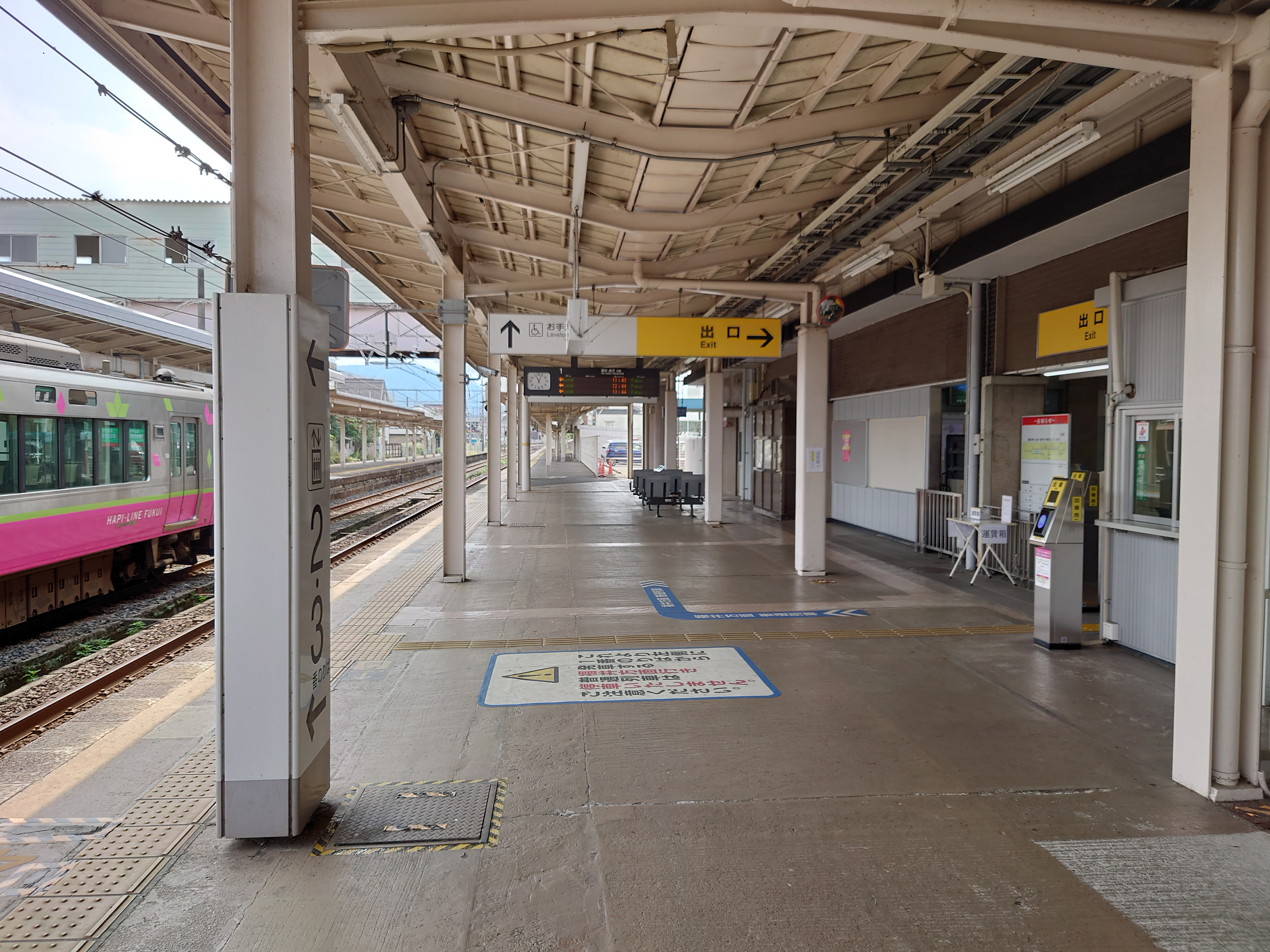
1番のりば（2024年9月）
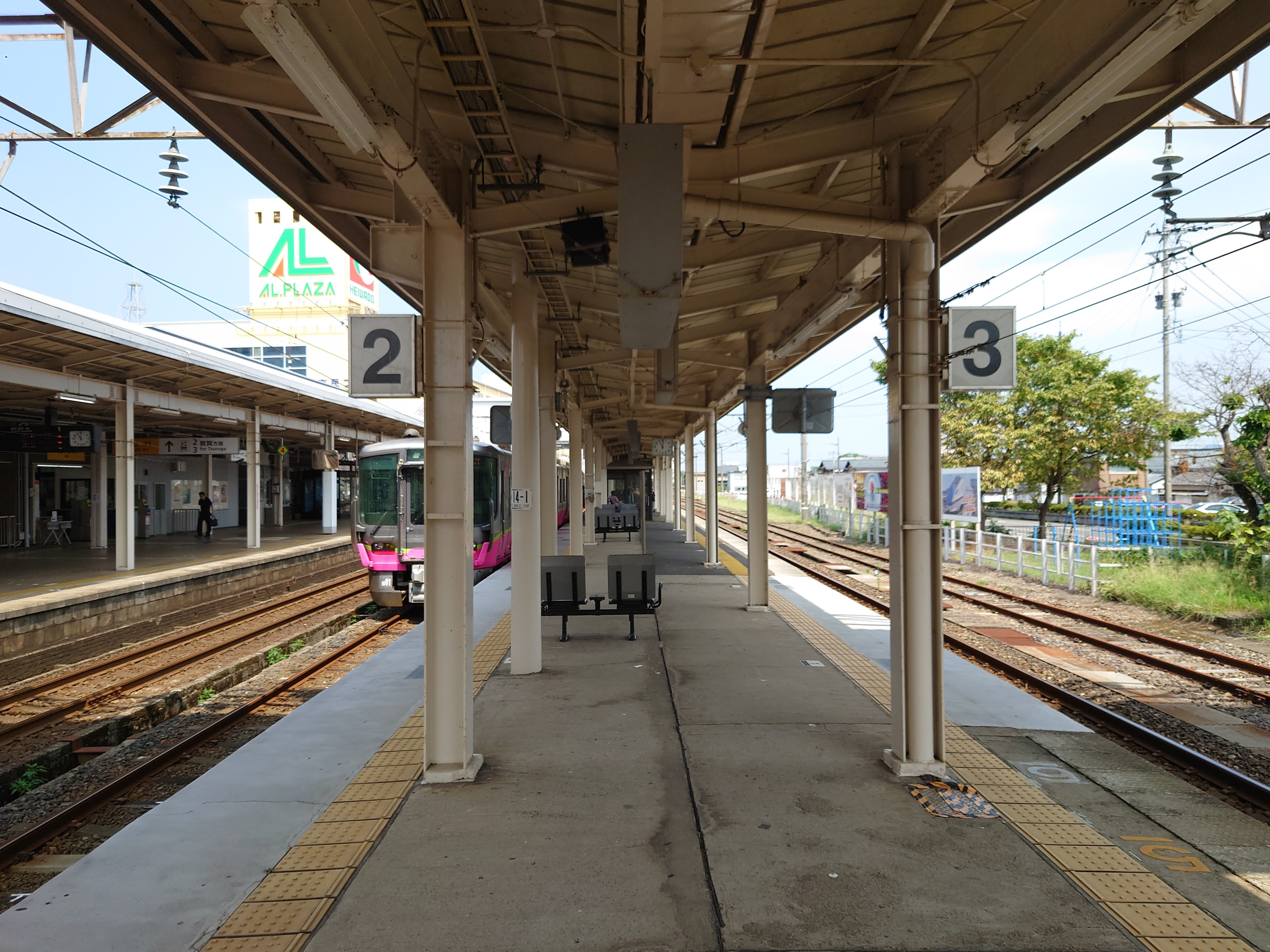
2・3番のりば（2024年9月）
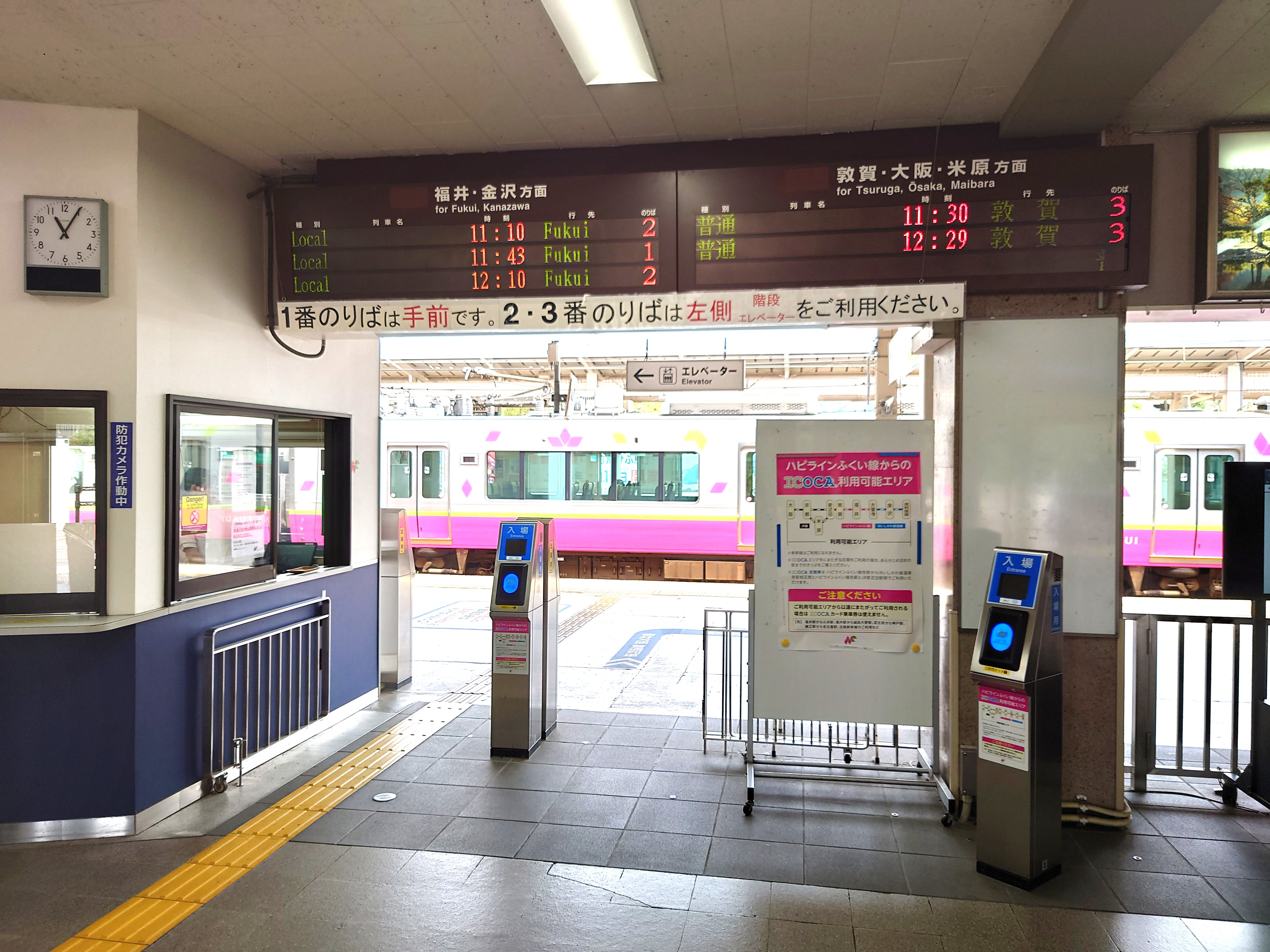
改札口（2024年9月）
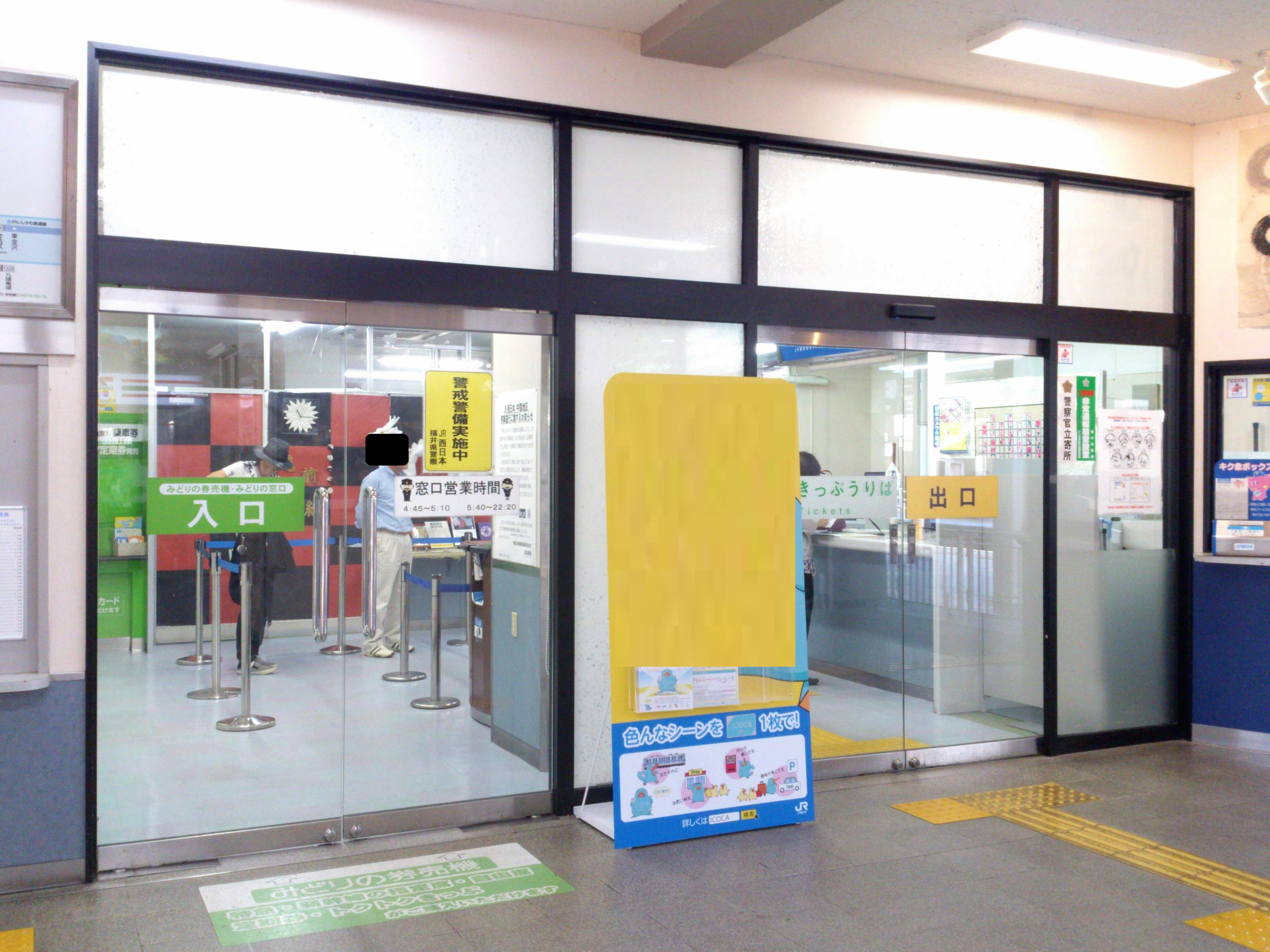
みどりの窓口（JR西日本時代）
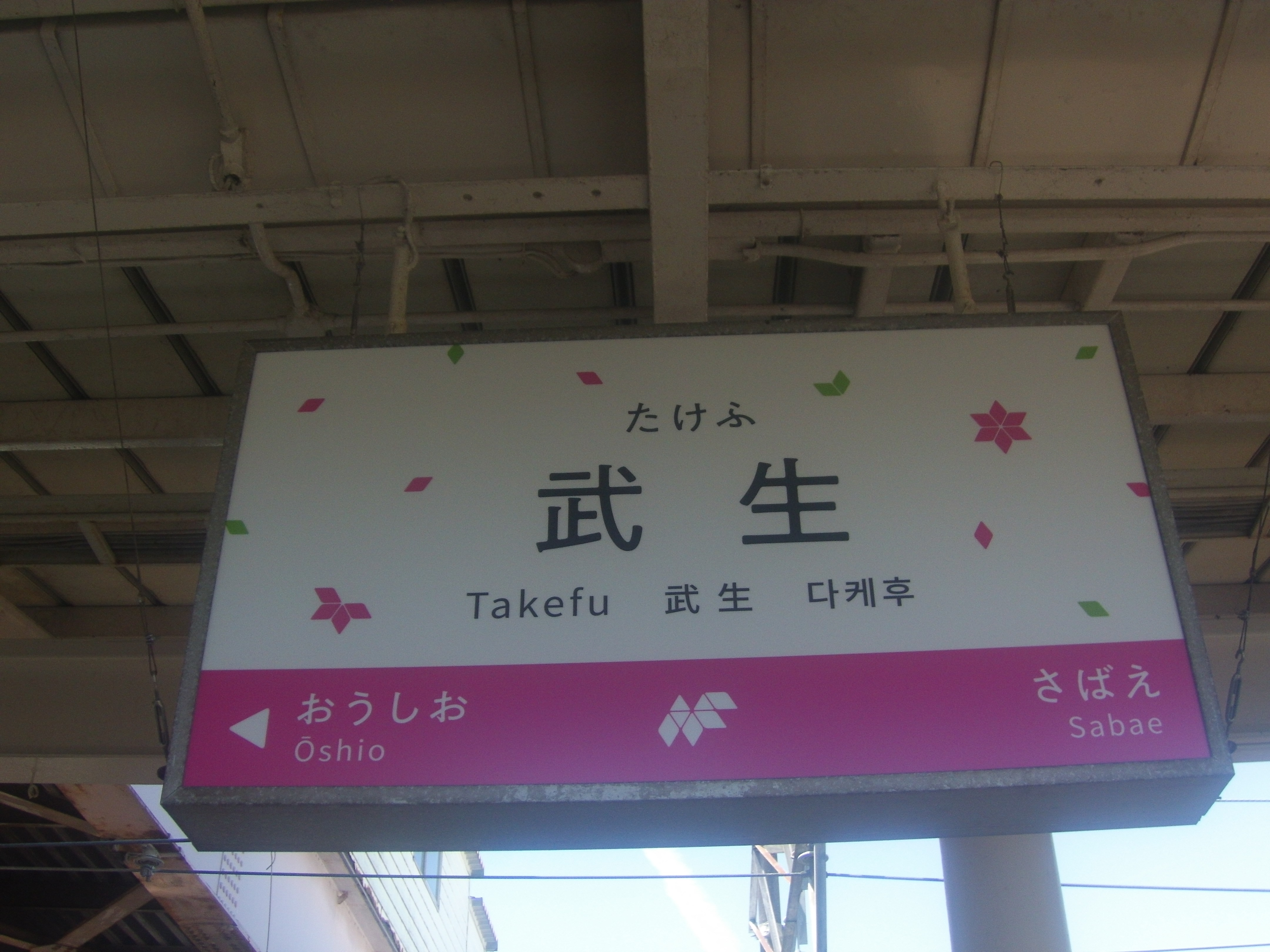
駅名標（2024年5月）
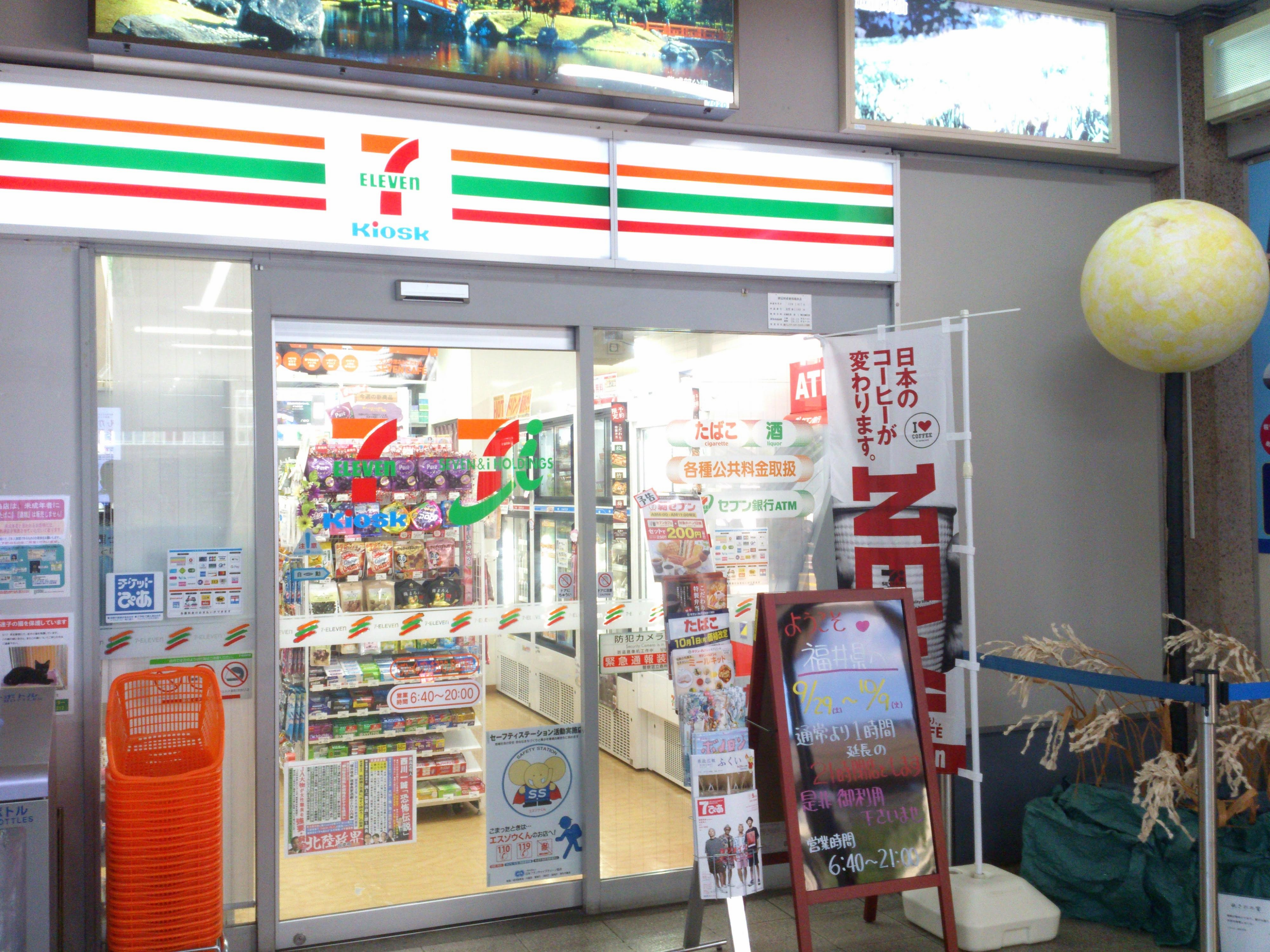
セブンイレブンKIOSK（現在は閉店）
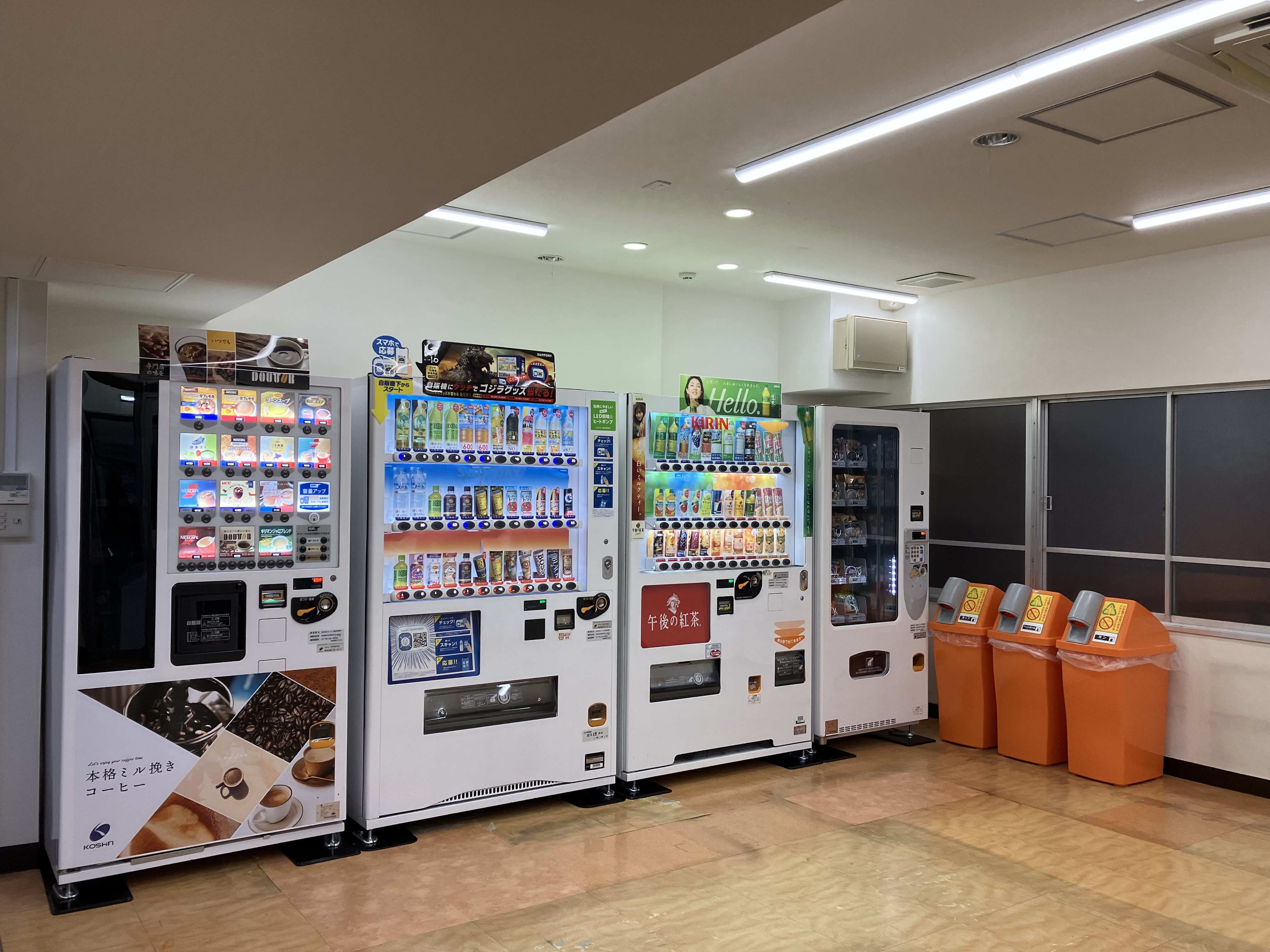
セブンイレブンKIOSKの跡地に設置された自動販売機（2024年2月）
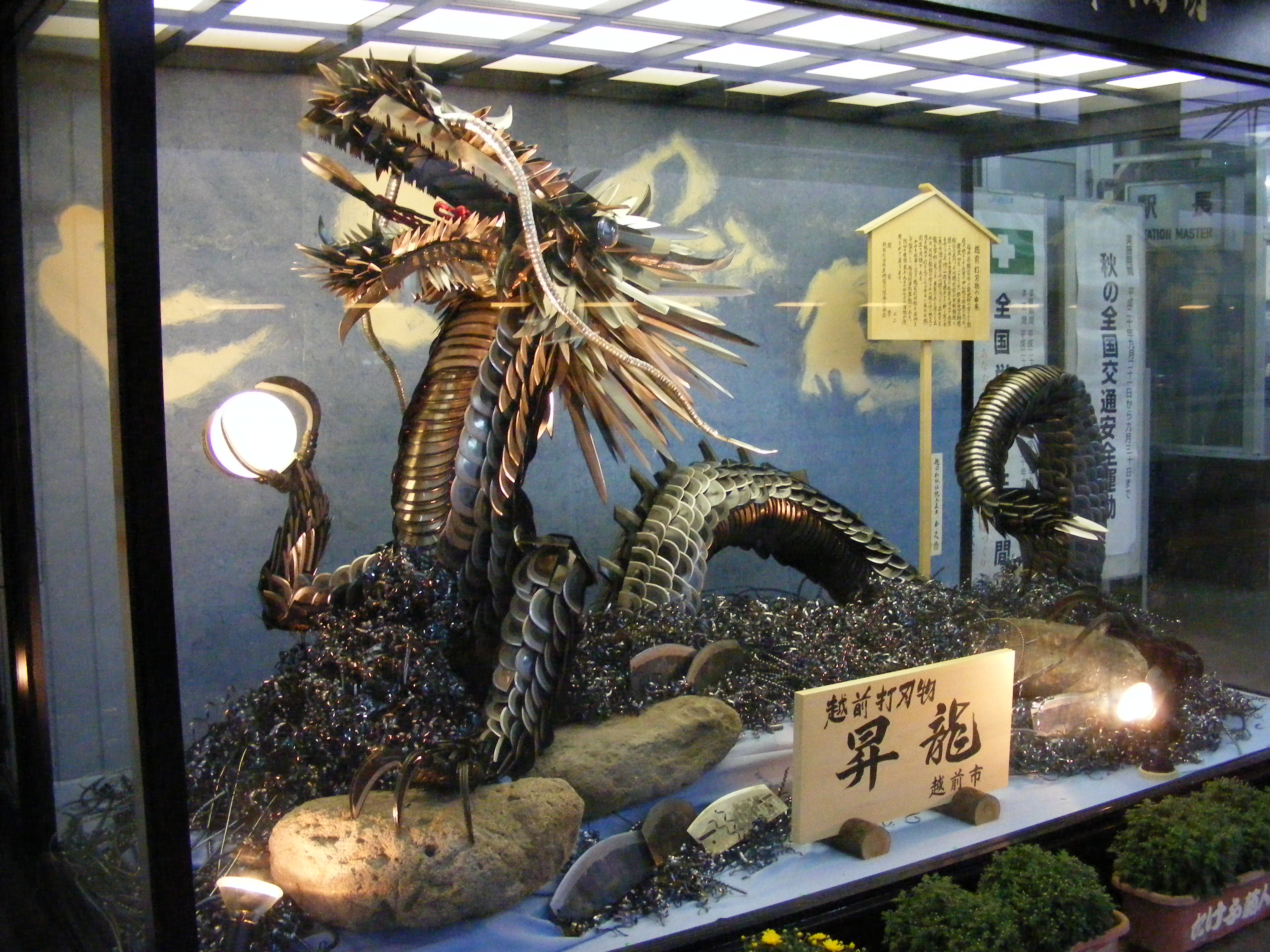
越前打刃物で造られた「昇龍」

## 駅弁
2010年ごろまでは、主な駅弁として下記を販売していた。
- 越前かにめし

## 利用状況
「福井県統計年鑑」によると、2022年（令和4年）度の1日平均乗車人員は1,966人である。
近年の1日平均乗車人員は以下のとおり。
| 年度               | 1日平均 乗車人員 |
| ------------------ | ---------------- |
| 1995年（平成07年） | 2,653            |
| 1996年（平成08年） | 2,593            |
| 1997年（平成09年） | 2,472            |
| 1998年（平成10年） | 2,358            |
| 1999年（平成11年） | 2,312            |
| 2000年（平成12年） | 2,437            |
| 2001年（平成13年） | 2,350            |
| 2002年（平成14年） | 2,271            |
| 2003年（平成15年） | 2,219            |
| 2004年（平成16年） | 2,230            |
| 2005年（平成17年） | 2,359            |
| 2006年（平成18年） | 2,423            |
| 2007年（平成19年） | 2,440            |
| 2008年（平成20年） | 2,394            |
| 2009年（平成21年） | 2,324            |
| 2010年（平成22年） | 2,287            |
| 2011年（平成23年） | 2,262            |
| 2012年（平成24年） | 2,253            |
| 2013年（平成25年） | 2,332            |
| 2014年（平成26年） | 2,290            |
| 2015年（平成27年） | 2,328            |
| 2016年（平成28年） | 2,344            |
| 2017年（平成29年） | 2,370            |
| 2018年（平成30年） | 2,425            |
| 2019年（令和元年） | 2,330            |
| 2020年（令和02年） | 1,435            |
| 2021年（令和03年） | 1,663            |
| 2022年（令和04年） | 1,966            |

## 社武生駅
社武生駅（しゃたけふえき）は、かつて福井県武生市錦町にあった福井鉄道南越線の駅（廃駅）である。

### 歴史
- 1914年（大正3年）1月29日：武岡軽便鉄道（後の武岡鉄道→南越鉄道）によって新武生駅（後の社武生駅、改称時期は不詳） - 五分市駅間が開業[13]。軌間762 mm[15][16]。
- 1924年（大正13年）7月31日：当駅 - 岡本新駅間の軌間を1067 mmに改軌[13][15]。
- 1941年（昭和16年）7月2日：南越鉄道が福武電気鉄道に吸収合併、同社の南越線の駅となる[13][15][16]。
- 1945年（昭和20年）8月1日：福武電気鉄道が鯖浦電気鉄道と合併し福井鉄道設立、同社の南越線の駅となる[13][15]。
- 1981年（昭和56年）4月1日：五分市駅との貨物輸送の廃止に伴い[17]、当駅 - 粟田部駅間廃止[14][15]。

### 駅構造
社武生駅専用の駅舎に、切欠きホーム1面2線と単式ホーム1面1線を有していた。

### 駅跡
駅の名をとどめるものは残っていない。

## 駅周辺
駅前にはロータリーが整備されており、日中はタクシーや路線バスが停車している。駅舎の上を通る連絡通路が整備されており、駅裏への連絡手段として利用されている。
駅周辺には福井鉄道のたけふ新駅のほか、宿泊施設や病院・大型商業施設・市役所などの公共施設や教育施設をはじめ、寺院や神社などの施設が多く所在する。
北陸新幹線の越前たけふ駅は東へ約3 km離れた所にある。同駅との間には越前市シャトルバスが運行されていたが現在は運行終了したため、同駅へは越前市デマンド交通（予約制）またはタクシーを利用することになる。
当駅周辺の主要施設および主要道路と主要河川は下記のとおり。なお、武生中央公園（越前市中央図書館と武生中央公園総合体育館などを併設）は駅西側にあり、毎年秋に開催されるたけふ菊人形の開催地として有名であるが、同公園は当駅から約1.5 km離れた所にある。この付近には越前市文化センターがある。
- 越前市役所
- 越前市観光・匠の技案内所（観光案内所）
- 越前市武生公会堂記念館（旧・武生公会堂） - 1934年から1948年3月31日は武生町役場、同年4月1日に南条郡神山村と町村合併して武生市が発足した後は武生市役所として1955年まで使用された[周辺 1]。以降は公会堂として使用したが、1995年に記念館となった[周辺 1]。この建物は「武生のシンボル的な建物」でもある[周辺 1]。
- 「ちひろの生まれた家」記念館 - 絵本画家、いわさきちひろの生家を改修した記念館[周辺 2]。
- 越前警察署駅前交番
- アル・プラザ武生、市民プラザたけふ
  - ハローワーク武生（武生公共職業安定所）
  - 越前市社会福祉協議会
  - 越前市消費生活センター
- 本興寺 - 駅西側にある梅の名所。「紫式部ゆかりの紅梅」として親しまれている[周辺 3]。
- 林病院 - 駅西側にある総合病院。
- たけふ新駅 - 福井鉄道福武線の駅。
- 福井県道12号武生停車場線
- 福井県道190号小曽原武生線 - ハピライン線を越える陸橋（跨線橋）はループ線となっているため、「巻き貝」という呼称が付いている。
- 福井県道196号北吾妻武生新停車場線
- 大手通り - 駅西側を通る道路の愛称の1つ。近隣には「寺町通り」・「広小路通り」・「総社通り」もある。
- スーパーホテル越前・武生
- 日野川 - 駅から東へ少し離れた所を流れる一級河川。

## バス路線
最寄りとなるバス停留所は、駅ロータリー内のアル・プラザ武生正面玄関付近に位置する武生駅バス停と、駅舎南西隣にあるホテルクラウンヒルズ武生駅前の西面（ロータリーを出て南へ約50 m）に位置する武生駅バス停である。また、停留所はないものの、ロータリー内には越前市デマンド交通（チョイソコ）、越前市定額タクシー「迎車でGO!」、丹南地域定額タクシーも発着する。
武生駅（ロータリー内）
- 福井鉄道（福鉄バス）
- 越前市市民バス「のろっさ」

武生駅（ロータリー外）
- 中日本ツアーバス - 小松・加賀温泉・福井・武生・敦賀 ⇔ バスターミナル東京八重洲・東京ディズニーランド（夜行）
- 仁愛大学 シャトルバス - 同大学に用事がある一般の利用可。

## 隣の駅
ハピラインふくい
■ハピラインふくい線
■快速（1往復のみ）
今庄駅 - 武生駅 - 鯖江駅
■快速（上記以外）
南条駅 - 武生駅 - 鯖江駅
■普通
王子保駅 - 武生駅 - 鯖江駅
当駅 - 王子保駅間に「しきぶ駅」を、当駅 - 鯖江駅間に新駅（駅名未定）を設置する予定である。

### かつて存在した路線
福井鉄道
南越線
社武生駅 - 福武口駅